# Umi ga Kikoeru
Umi ga Kikoeru (海がきこえる) là bộ phim anime do hãng Studio Ghibli thực hiện với sự đạo diễn của Mochizuki Tomomi và Nakamura Kaori viết kịch bản. Bộ phim được chuyển thể từ bộ tiểu thuyết cùng tên của Himuro Saeko. Bộ phim không công chiếu ở các rạp trong lần đầu ra mắt mà phát sóng trên truyền hình vào ngày 05 tháng 5 năm 1993 ở kênh Nippon TV như một chương trình phát sóng đặc biệt chuẩn bị cho sự ra mắt phần hai của bộ tiểu thuyết.
Studio Ghibli đã để những nhân viên trẻ nhất trong hãng thực hiện bộ phim này với dự định để họ có kinh nghiệm cũng như kinh phí thực hiện sẽ thấp. Tuy nhiên kinh phí lại vượt quá dự định và thời gian thực hiện lâu hơn dự tính.

## Sơ lược cốt truyện
The Ocean Waves (hay I Can Hear The Sea) lấy bối cảnh Kochi, một thị trấn cảng nhỏ nằm bên bờ biển, thanh bình và yên tĩnh, với câu chuyện tình yêu của tuổi học trò. Cốt truyện khá đơn giản: trên đường trở về quê hương tham dự buổi họp lớp cũ, Morisaki bất chợt nhìn thấy một cô gái rất giống người bạn học cũ - Rikako. Chính điều này đã gợi Morisaki nhớ lại kỷ niệm cũ thời điểm mà một cô gái đến từ Tokyo bất ngờ chuyển đến học... Toàn bộ câu chuyện chỉ xoay quanh 3 nhân vật chính: Taku Morisaki; Yutaka Matsuno; Rikako Muto.

## Sản xuất
Bộ phim amine được thực hiện với sứ chỉ đạo của Studio Ghibli nhưng hầu hết các hiệu ứng chuyển động được thực hiện với sự cộng tác của các hãng J.C.Staff, Madhouse Studios và Oh! Production những hãng đã cùng hợp tác với Ghibli trong các dự án trước đó.
Đây là bộ phim đầu tiên của Ghibli không do Miyazaki Hayao hay Takahata Isao đạo diễn. Và Mochizuki Tomomi được chọn vào vị trí đạo diễn. Bộ phim là dự án nỗ lực của các nhân viên trẻ hoàn toàn của hãng trong độ tuổi từ 20 đến 30. Phương châm để làm bộ phim này là "Rẻ, lẹ và chất lượng", tuy nhiên phim có kinh phí vượt quá dự định và thời gian thực hiện lâu hơn dự tính để đạt được chất lượng.

### Phát hành
Bộ phim không công chiếu ở các rạp trong lần đầu ra mắt mà phát sóng trên truyền hình vào ngày 05 tháng 5 năm 1993 ở kênh Nippon TV như một chương trình phát sóng đặc biệt chuẩn bị cho sự ra mắt phần hai của bộ tiểu thuyết. Anime sau đó đã được phát hành thành phiên bản DVD.
Disney đã đăng ký bản quyền phiên bản tiếng Anh của phim anime để phát hành ra thị trường quốc tế và Bắc Mỹ với lần phát hành đầu tiên do chi nhánh Buena Vista Home Entertainment đảm nhiệm vào tháng 6 năm 2002 trong loạt phát hành các tác phẩm của Ghibli có tên Studio Ghibli Collection. Ngoài ra phim cũng được đăng ký phát hành ở các nước khác như Madman Entertainment đăng ký tại Úc và New Zealand, Optimum Releasing đăng ký tại Anh, Universum-Films tại Đức, Pan Vision tại Thụy Điển, Aurum tại Tây Ban Nha và Deltamac tại Đài Loan.
Album chứa các bản nhạc dùng trong phim đã phát hành vào ngày 01 tháng 5 năm 1993.
| Umi ga Kikoeru (海がきこえる) | Umi ga Kikoeru (海がきこえる)                             | Umi ga Kikoeru (海がきこえる) |
| STT                           | Nhan đề                                                   | Thời lượng                    |
| ----------------------------- | --------------------------------------------------------- | ----------------------------- |
| 1.                            | "First Impression (ファースト インプレッション)"          | 1:37                          |
| 2.                            | "Umi ga Kikoeru (海がきこえる)"                           | 6:02                          |
| 3.                            | "Side Street (シーサイド ストリート)"                     | 3:28                          |
| 4.                            | "Shoujo no Omoi (少女の想い)"                             | 3:13                          |
| 5.                            | "Yofuke ni Hitori (夜更けにひとり)"                       | 4:21                          |
| 6.                            | "Aru Hareta Hi (ある晴れた日)"                            | 3:38                          |
| 7.                            | "Youki na Yopparai (陽気なよっぱらい)"                    | 3:39                          |
| 8.                            | "Kaze no Namiki Michi (風の並木道)"                       | 3:48                          |
| 9.                            | "Kokoro ga Tabidatsu Toki (心が旅立つ時)"                 | 3:48                          |
| 10.                           | "Umi ni Naretara (Ending) (海になれたら（エンディング）)" | 4:42                          |
| Tổng thời lượng:              | Tổng thời lượng:                                          | 38:14                         |